# Prenomi lettoni
Questa voce raccoglie i prenomi tipici della lingua lettone, con eventuali varianti e l'equivalente in italiano, se esiste.

## A
Maschili
| Nome        | Varianti       | Corrispondente italiano |
| ----------- | -------------- | ----------------------- |
| Ādamsa      |                | Adamo                   |
| Adriansa    |                | Adriano                 |
| Aigarsa     |                |                         |
| Ainārsa     |                |                         |
| Aivarsa     | Ivarsa         |                         |
| Albertsa    |                | Alberto                 |
| Aleksandrsa | Alekssa        | Alessandro              |
| Aleksejsa   | Alekssa        | Alessio                 |
| Alfrēdsa    |                | Alfredo                 |
| Alvisa      |                |                         |
| Anatolijsa  |                | Anatolio                |
| Andrejsa    | Andris, Andisa | Andrea                  |
| Antonsa     |                | Antonio                 |
| Ārijsa      |                | Ario                    |
| Armandsa    |                | Armando                 |
| Arnoldsa    | Arnisa         | Arnaldo                 |
| Āronsa      |                | Aronne                  |
| Artjomsa    |                | Artemio                 |
| Artūrsa     | Artursa        | Arturo                  |
| Arvīdsa     |                |                         |
| Augustsa    |                | Augusto                 |

Femminili
| Nome        | Varianti | Corrispondente italiano |
| ----------- | -------- | ----------------------- |
| Aelitaa     |          |                         |
| Agatea      |          | Agata                   |
| Agnesea     | Agnijaa  | Agnese                  |
| Aigaa       |          |                         |
| Aijaa       |          |                         |
| Ainaa       |          |                         |
| Aleksandraa |          | Alessandra              |
| Alīnaa      |          | Alina                   |
| Alisea      |          | Alice                   |
| Almaa       |          | Alma                    |
| Amandaa     |          | Amanda                  |
| Amēlijaa    |          | Amelia                  |
| Anastasijaa |          | Anastasia               |
| Andraa      | Andaa    | Andreina                |
| Anitaa      |          | Anita                   |
| Annaa       | Enijaa   | Anna                    |
| Antonijaa   |          | Antonia                 |
| Antoņinaa   |          | Antonina                |
| Anželikaa   |          | Angelica                |
| Apolonijaa  |          | Apollonia               |
| Ārijaa      |          | Aria                    |
| Astrīdaa    |          | Astrid                  |
| Ausmaa      |          |                         |
| Austraa     |          |                         |

## B
Maschili
| Nome     | Varianti | Corrispondente italiano |
| -------- | -------- | ----------------------- |
| Bendiksa |          | Benedetto               |
| Borissa  |          |                         |
| Brunoa   |          | Bruno                   |

Femminili
| Nome      | Varianti | Corrispondente italiano |
| --------- | -------- | ----------------------- |
| Barbara   | Baibaa   | Barbara                 |
| Beātea    |          | Beata                   |
| Beatrisea |          | Beatrice                |
| Birutaa   |          |                         |
| Brigitaa  | Gitaa    | Brigida                 |

## D
Maschili
| Nome      | Varianti | Corrispondente italiano |
| --------- | -------- | ----------------------- |
| Dainisa   |          |                         |
| Danielsa  |          | Daniele                 |
| Dāvidsa   | Dāvisa   | Davide                  |
| Denissa   |          | Dionigi                 |
| Dmitrijsa |          | Demetrio                |
| Dominiksa |          | Domenico                |
| Dzidrisa  |          |                         |
| Dzintarsa |          |                         |

Femminili
| Nome     | Varianti | Corrispondente italiano |
| -------- | -------- | ----------------------- |
| Dagnijaa |          |                         |
| Daigaa   |          |                         |
| Dainaa   |          |                         |
| Darjaa   |          | Daria                   |
| Dārtaa   | Dacea    | Dorotea                 |
| Diānaa   |          | Diana                   |
| Dinaa    |          | Dina                    |
| Dzidraa  |          |                         |
| Dzintraa |          |                         |

## E
Maschili
| Nome     | Varianti              | Corrispondente italiano |
| -------- | --------------------- | ----------------------- |
| Edgarsa  | Edijsa                | Edgardo                 |
| Edmundsa | Edijsa                | Edmondo                 |
| Eduardsa | Edvards, Edijsa       | Edoardo                 |
| Edvīnsa  |                       | Edvino                  |
| Einārsa  |                       |                         |
| Eižensa  | Jevgēņijs, Jevgeņijsa | Eugenio                 |
| Elmārsa  |                       | Adelmiro                |
| Emīlsa   |                       | Emilio                  |
| Ēriksa   |                       | Eric                    |
| Ernestsa |                       | Ernesto                 |
| Ervīnsa  |                       | Ervino                  |
| Ēvaldsa  |                       | Evaldo                  |

Femminili
| Nome       | Varianti                      | Corrispondente italiano |
| ---------- | ----------------------------- | ----------------------- |
| Edītea     |                               | Editta                  |
| Elēnaa     | Elīna, Helēna, Jeļena, Lienea | Elena                   |
| Eleonoraa  |                               | Eleonora                |
| Elitaa     |                               |                         |
| Elīzaa     |                               | Elisa                   |
| Elizabetea | Jeļizaveta, Ilzea             | Elisabetta              |
| Elvīraa    |                               | Elvira                  |
| Elzaa      |                               | Elsa                    |
| Emīlijaa   |                               | Emilia                  |
| Emmaa      |                               | Emma                    |
| Ērikaa     |                               | Erica                   |
| Esterea    |                               | Ester                   |
| Evelīnaa   |                               | Evelina                 |

## F
Maschili
| Nome      | Varianti | Corrispondente italiano |
| --------- | -------- | ----------------------- |
| Filipsa   |          | Filippo                 |
| Frīdrihsa | Fricisa  | Federico                |

Femminili

## G
Maschili
| Nome       | Varianti               | Corrispondente italiano |
| ---------- | ---------------------- | ----------------------- |
| Gabrielsa  |                        | Gabriele                |
| Genādijsa  |                        | Gennadio                |
| Georgijsa  | Georgs, Jurģis, Jurisa | Giorgio                 |
| Ģirtsa     |                        | Gerardo                 |
| Gothardsa  | Gatisa                 | Gottardo                |
| Grigorijsa |                        | Gregorio                |
| Gunārsa    | Guntarsa               |                         |
| Guntisa    |                        |                         |
| Gustavsa   |                        | Gustavo                 |

Femminili
| Nome     | Varianti | Corrispondente italiano |
| -------- | -------- | ----------------------- |
| Gaļinaa  |          | Galena                  |
| Glorijaa |          | Gloria                  |
| Gundegaa |          |                         |
| Guntaa   |          |                         |

## I
Maschili
| Nome      | Varianti | Corrispondente italiano |
| --------- | -------- | ----------------------- |
| Igorsa    |          | Igor                    |
| Ilmārsa   |          |                         |
| Imantsa   |          |                         |
| Indriķisa | Intsa    | Enrico                  |
| Ivansa    |          | Ivano                   |
| Ivoa      |          | Ivo                     |

Femminili
| Nome     | Varianti | Corrispondente italiano |
| -------- | -------- | ----------------------- |
| Ievaa    | Evitaa   | Eva                     |
| Ilgaa    |          |                         |
| Ilonaa   |          |                         |
| Inaa     |          |                         |
| Ināraa   |          |                         |
| Inesea   |          | Ines                    |
| Ingaa    |          |                         |
| Ingrīdaa |          |                         |
| Ingūnaa  |          |                         |
| Intaa    |          | Enrica                  |
| Irēnaa   | Irīnaa   | Irene                   |
| Ivetaa   |          | Ivetta                  |

## J
Maschili
| Nome    | Varianti | Corrispondente italiano |
| ------- | -------- | ----------------------- |
| Jānisa  | Žanisa   | Giovanni                |
| Jāzepsa |          | Giuseppe                |
| Jēkabsa |          | Giacobbe/Giacomo        |
| Jurijsa |          | Yuri                    |

Femminili
| Nome       | Varianti       | Corrispondente italiano |
| ---------- | -------------- | ----------------------- |
| Janaa      | Janīna, Žannaa | Giovanna                |
| Jevgēņijaa | Jevgeņijaa     | Eugenia                 |
| Jolantaa   |                | Iolanda                 |
| Juliānaa   | Liānaa         | Giuliana                |
| Jūlijaa    |                | Giulia                  |
| Justīnea   |                | Giustina                |
| Jutaa      | Ditaa          | Giuditta                |

## K
Maschili
| Nome         | Varianti                    | Corrispondente italiano |
| ------------ | --------------------------- | ----------------------- |
| Kārlisa      |                             | Carlo                   |
| Kasparsa     |                             | Gaspare                 |
| Kirilsa      |                             | Cirillo                 |
| Klaudijsa    |                             | Claudio                 |
| Konstantīnsa |                             | Costantino              |
| Krišjānisa   | Kristiāns, Kristers, Krišsa | Cristiano               |
| Kristapsa    | Kristofersa                 | Cristoforo              |

Femminili
| Nome       | Varianti               | Corrispondente italiano |
| ---------- | ---------------------- | ----------------------- |
| Karolīnaa  | Karlīnaa               | Carolina                |
| Katrīnaa   | Karīna, Karina, Keitaa | Caterina                |
| Klāraa     |                        | Chiara                  |
| Kristiānaa |                        | Cristiana               |
| Kristīnaa  | Kristīne, Kristaa      | Cristina                |
| Ksenijaa   |                        | Xenia                   |

## L
Maschili
| Nome      | Varianti | Corrispondente italiano |
| --------- | -------- | ----------------------- |
| Laimonisa |          |                         |
| Leonīdsa  |          | Leonida                 |
| Leonsa    |          | Leone                   |
| Ludvigsa  | Ludisa   | Ludovico                |
| Lūkassa   |          | Luca                    |

Femminili
| Nome     | Varianti | Corrispondente italiano |
| -------- | -------- | ----------------------- |
| Laimaa   |          |                         |
| Larisaa  |          | Larissa                 |
| Lāsmaa   |          |                         |
| Laumaa   |          |                         |
| Lauraa   |          | Laura                   |
| Lidijaa  |          | Lidia                   |
| Līgaa    |          |                         |
| Ligitaa  |          |                         |
| Lilijaa  |          | Lilia                   |
| Lilitaa  |          |                         |
| Līnaa    |          | Lina                    |
| Lindaa   |          | Linda                   |
| Līvaa    |          |                         |
| Ļubovaa  |          |                         |
| Lūcijaa  |          | Lucia                   |
| Ludmilaa |          | Ludmilla                |
| Luīzea   |          | Luisa                   |

## M
Maschili
| Nome        | Varianti         | Corrispondente italiano |
| ----------- | ---------------- | ----------------------- |
| Maksimsa    |                  | Massimo                 |
| Mārisa      |                  | Maurizio                |
| Marksa      | Markuss, Mareksa | Marco                   |
| Mārtiņša    | Martins, Mārcisa | Martino                 |
| Matīssa     |                  | Matteo                  |
| Miervaldisa |                  |                         |
| Miķelisa    | Mihailsa         | Michele                 |

Femminili
| Nome       | Varianti             | Corrispondente italiano |
| ---------- | -------------------- | ----------------------- |
| Madaraa    |                      |                         |
| Maigaa     |                      |                         |
| Margaritaa |                      | Margherita              |
| Mariannaa  |                      | Marianna                |
| Marijaa    | Maija, Māra, Mārītea | Maria                   |
| Marinaa    |                      | Marina                  |
| Martaa     |                      | Marta                   |
| Melanijaa  |                      | Melania                 |
| Mildaa     |                      |                         |
| Mirdzaa    |                      |                         |
| Monikaa    |                      | Monica                  |
| Montaa     |                      |                         |

## N
Maschili
| Nome     | Varianti         | Corrispondente italiano |
| -------- | ---------------- | ----------------------- |
| Niklāvsa | Nikolajs, Klāvsa | Nicola                  |

Femminili
| Nome      | Varianti | Corrispondente italiano |
| --------- | -------- | ----------------------- |
| Nadeždaa  |          |                         |
| Natālijaa | Nataljaa | Natalia                 |
| Ņinaa     |          | Nina                    |
| Noraa     |          | Nora                    |

## O
Maschili
| Nome     | Varianti | Corrispondente italiano |
| -------- | -------- | ----------------------- |
| Oļegsa   |          |                         |
| Oliversa |          | Oliviero                |
| Oskarsa  |          | Oscar                   |

Femminili
| Nome     | Varianti | Corrispondente italiano |
| -------- | -------- | ----------------------- |
| Odrijaa  |          |                         |
| Olgaa    |          | Olga                    |
| Olīvijaa |          | Olivia                  |

## P
Maschili
| Nome     | Varianti        | Corrispondente italiano |
| -------- | --------------- | ----------------------- |
| Patriksa |                 | Patrizio                |
| Paulsa   | Pāvels, Pāvilsa | Paolo                   |
| Pēterisa | Pjotrsa         | Pietro                  |

Femminili
| Nome       | Varianti | Corrispondente italiano |
| ---------- | -------- | ----------------------- |
| Patrīcijaa |          | Patrizia                |
| Paulaa     |          | Paola                   |

## R
Maschili
| Nome       | Varianti | Corrispondente italiano |
| ---------- | -------- | ----------------------- |
| Raimondsa  |          | Raimondo                |
| Ralfsa     |          | Raul                    |
| Reinholdsa | Reinisa  | Rinaldo                 |
| Renārsa    |          | Rainardo                |
| Ričardsa   | Rihardsa | Riccardo                |
| Robertsa   |          | Roberto                 |
| Romānsa    |          | Romano                  |
| Romualdsa  |          | Romualdo                |
| Rūdolfsa   |          | Rodolfo                 |

Femminili
| Nome      | Varianti | Corrispondente italiano |
| --------- | -------- | ----------------------- |
| Rasaa     |          |                         |
| Rasmaa    |          |                         |
| Regīnaa   |          | Regina                  |
| Renātea   |          | Renata                  |
| Ritaa     | Rītaa    | Rita                    |
| Rozālijaa |          | Rosalia                 |
| Rudītea   |          |                         |
| Rūtaa     | Rutaa    | Rut                     |

## S
Maschili
| Nome        | Varianti | Corrispondente italiano |
| ----------- | -------- | ----------------------- |
| Sergejsa    |          | Sergio                  |
| Staņislavsa |          | Stanislao               |
| Stefansa    |          | Stefano                 |

Femminili
| Nome        | Varianti      | Corrispondente italiano |
| ----------- | ------------- | ----------------------- |
| Sabīnea     |               | Sabina                  |
| Samantaa    |               | Samantha                |
| Sandraa     | Sanda, Santaa | Sandra                  |
| Sāraa       |               | Sara                    |
| Šarlotea    |               | Carlotta                |
| Sarmītea    |               |                         |
| Saulea      |               |                         |
| Signea      |               |                         |
| Silvijaa    |               | Silvia                  |
| Sintijaa    |               | Cinzia                  |
| Skaidrītea  |               |                         |
| Sofijaa     |               | Sofia                   |
| Solveigaa   |               |                         |
| Staņislavaa |               | Stanislava              |
| Svetlanaa   |               |                         |

## T
Maschili
| Nome     | Varianti | Corrispondente italiano |
| -------- | -------- | ----------------------- |
| Teodorsa |          | Teodoro                 |
| Timursa  |          |                         |
| Tomassa  | Tomsa    | Tommaso                 |

Femminili
| Nome     | Varianti | Corrispondente italiano |
| -------- | -------- | ----------------------- |
| Tamāraa  |          | Tamara                  |
| Tatjanaa |          | Tatiana                 |
| Teklaa   |          | Tecla                   |

## U
Maschili
| Nome    | Varianti | Corrispondente italiano |
| ------- | -------- | ----------------------- |
| Ulrihsa | Uldisa   | Ulrico                  |

Femminili

## V
Maschili
| Nome        | Varianti | Corrispondente italiano |
| ----------- | -------- | ----------------------- |
| Valdisa     |          |                         |
| Valentīnsa  |          | Valentino               |
| Valērijsa   |          | Valerio                 |
| Valtersa    |          | Gualtiero               |
| Vasilijsa   |          | Basilio                 |
| Viktorsa    |          | Vittorio                |
| Vilhelmsa   | Vilisa   | Guglielmo               |
| Vilnisa     |          |                         |
| Visvaldisa  |          |                         |
| Vitālijsa   |          | Vitale                  |
| Vladimirsa  |          | Vladimiro               |
| Vladislavsa |          | Ladislao                |
| Voldemārsa  |          | Valdemaro               |

Femminili
| Nome       | Varianti | Corrispondente italiano |
| ---------- | -------- | ----------------------- |
| Valdaa     |          |                         |
| Valentīnaa | Valijaa  | Valentina               |
| Valērijaa  | Valijaa  | Valeria                 |
| Vandaa     |          | Wanda                   |
| Veltaa     |          |                         |
| Veronikaa  |          | Veronica                |
| Vijaa      |          |                         |
| Viktorijaa |          | Vittoria                |
| Vilmaa     |          | Wilma                   |
| Vitaa      |          | Vita                    |

## Z
Maschili
| Nome      | Varianti | Corrispondente italiano |
| --------- | -------- | ----------------------- |
| Zigfrīdsa |          | Sigfrido                |
| Zigmārsa  |          |                         |

Femminili
| Nome     | Varianti      | Corrispondente italiano |
| -------- | ------------- | ----------------------- |
| Zentaa   |               | Crescenzia              |
| Zigrīdaa |               |                         |
| Zinaīdaa |               | Zenaide                 |
| Zitaa    |               | Zita                    |
| Zojaa    |               | Zoe                     |
| Zuzannaa | Zane, Sanitaa | Susanna                 |